# Последовательность Баркера
После́довательность Ба́ркера — это числовая последовательность {\displaystyle a_{1},a_{2},\ldots a_{N}}, где каждый элемент равен +1 или -1, причём
{\displaystyle \left\vert \sum _{j=1}^{N-v}a_{j}a_{j+v}\right\vert \leq 1}
для всех {\displaystyle 1\leq v<N}.

## Известные последовательности Баркера

Графическое представление последовательности Баркера длины 7

С точностью до реверсирования порядка и смены знаков каждого из элементов, известны только девять последовательностей Баркера, самая длинная из которых имеет длину 13:
| Длина | Последовательности                     | Последовательности                     |
| ----- | -------------------------------------- | -------------------------------------- |
| 2     | +1 −1                                  | +1 +1                                  |
| 3     | +1 +1 −1                               | +1 +1 −1                               |
| 4     | +1 −1 +1 +1                            | +1 −1 −1 −1                            |
| 5     | +1 +1 +1 −1 +1                         | +1 +1 +1 −1 +1                         |
| 7     | +1 +1 +1 −1 −1 +1 −1                   | +1 +1 +1 −1 −1 +1 −1                   |
| 11    | +1 +1 +1 −1 −1 −1 +1 −1 −1 +1 −1       | +1 +1 +1 −1 −1 −1 +1 −1 −1 +1 −1       |
| 13    | +1 +1 +1 +1 +1 −1 −1 +1 +1 −1 +1 −1 +1 | +1 +1 +1 +1 +1 −1 −1 +1 +1 −1 +1 −1 +1 |

## Свойства
- Последовательности Баркера имеют минимальный уровень боковых лепестков автокорреляционной функции {\displaystyle {\frac {1}{N}}}.

## Приложения
- Последовательность Баркера с 11 членами используется в цифровых системах передачи данных.
- Быстрая синхронизация приемника с передатчиком определяет возможность её использования в технологии DSSS.